# Безстъблена тинтява
Безстъблената тинтява (Gentiana acaulis) е многогодишно тревисто растение от семейство Тинтявови (Gentianaceae). Видът е критично застрашен в България и е включен в Червената книга на България и в Закона за биологичното разнообразие.

## Разпространение
Растението се среща по скалисти места и поляни между 1400 и 2100 m н. в. Разпространено е в Централна, Южна и Югоизточна Европа, а в България – в Стара планина.

## Описание
Представлява многогодишно тревисто растение с тънко коренище. Стъблата му са скъсени, а в основата са с остатъци от стари листа, често със стерилни издънки. Приосновните листа са елипсовидно-ланцетни до елипсовидни, като са разположени в розетка, приседнали или на къси дръжки. Стъбловите листа са една двойка, често в основата на цветовете, а цветовете са единични и връхни. Чашката е звънеста, като е три пъти по-къса от венчето. Венчето е с дължина 50 – 70 mm, синьо на цвят, петделно, като дяловете са по-къси от венечната тръбица. Плодът представлява разпуклива кутийка. Цъфти през юни – юли и плодоноси през юли – август. Размножава се със семена.